# Huachuca City
Huachuca City is een plaats (town) in de Amerikaanse staat Arizona, en valt bestuurlijk gezien onder Cochise County.

## Demografie
Bij de volkstelling in 2000 werd het aantal inwoners vastgesteld op 1751.
In 2006 is het aantal inwoners door het United States Census Bureau geschat op 1869, een stijging van 118 (6,7%).

## Geografie
Volgens het United States Census Bureau beslaat de plaats een oppervlakte van
7,2 km², geheel bestaande uit land. Huachuca City ligt op ongeveer 1341 m boven zeeniveau.

## Plaatsen in de nabije omgeving
De onderstaande figuur toont nabijgelegen plaatsen in een straal van 32 km rond Huachuca City.

## Geboren
- Timothy Creamer (1959), astronaut